# Aivars Pozņaks
Aivars Pozņaks (Ventspils, 2 febbraio 1968) è un ex calciatore lettone, di ruolo attaccante.

## Carriera

### Club
Ha cominciato la sua carriera nel Rezekne, dove è rimasto dal 1992 fino al 2000 (quando la squadra si chiamava Vairogs Rezekne), con l'eccezione di due parentesi al RAF Jelgava e all'Universitate Riga	.
Passò quindi al Ditton per tre stagioni, per poi chiudere nel 2004 allo Zibens/Zemessardze.

### Nazionale
Giocò la sua unica gara in nazionale il 19 maggio 1995, in una partita di Coppa del Baltico contro l'Estonia; subentrò nel secondo tempo al posto di Aleksandrs Jeļisejevs.

## Statistiche

### Cronologia presenze e reti in Nazionale
| Cronologia completa delle presenze e delle reti in nazionale ― Lettonia | Cronologia completa delle presenze e delle reti in nazionale ― Lettonia | Cronologia completa delle presenze e delle reti in nazionale ― Lettonia | Cronologia completa delle presenze e delle reti in nazionale ― Lettonia | Cronologia completa delle presenze e delle reti in nazionale ― Lettonia | Cronologia completa delle presenze e delle reti in nazionale ― Lettonia | Cronologia completa delle presenze e delle reti in nazionale ― Lettonia | Cronologia completa delle presenze e delle reti in nazionale ― Lettonia |
| Data                                                                    | Città                                                                   | In casa                                                                 | Risultato                                                               | Ospiti                                                                  | Competizione                                                            | Reti                                                                    | Note                                                                    |
| ----------------------------------------------------------------------- | ----------------------------------------------------------------------- | ----------------------------------------------------------------------- | ----------------------------------------------------------------------- | ----------------------------------------------------------------------- | ----------------------------------------------------------------------- | ----------------------------------------------------------------------- | ----------------------------------------------------------------------- |
| 19-5-1995                                                               | Rīga                                                                    | Lettonia                                                                | 2 – 1                                                                   | Estonia                                                                 | Coppa del Baltico 1995                                                  | -                                                                       | 54’                                                                     |
| Totale                                                                  |                                                                         | Presenze                                                                | 1                                                                       |                                                                         | Reti                                                                    | 0                                                                       |                                                                         |

## Palmarès

### Nazionale
- Coppa del Baltico: 1

1995